# Pro Wrestling Guerrilla
Pro Wrestling Guerrilla (PWG) este o promoție americană de lupte profesionale cu sediul în Los Angeles, California. Este deținut și operat de luptătorii înșiși, fiind creat de Disco Machine, Excalibur, Scott Lost, Joey Ryan, Super Dragon și Top Gun Talwar. De atunci, Disco, Talwar, Ryan și Lost s-au pensionat și au părăsit compania. Din 2007, Excalibur a fost comentatorul principal play-by-play, cu o rotație de luptători pe comentarii color. 
Promoția a debutat pe 26 iulie 2003 și a devenit cunoscută pentru amestecul său unic de umor și lupte profesionale, precum și pentru comunicatele de presă și titlurile de emisiuni exagerate, cum ar fi „Kee_ The _ee Out of Our _ool!”, „ Intrare gratuită (Glumesc), „Direct pe DVD” și „Din părți binecunoscute”. În 2016, Dave Meltzer de la Wrestling Observer Newsletter a numit PWG „cel mai bun wrestling din America de Nord”.
Pro Wrestling Guerrilla rulează în mod obișnuit emisiuni în fiecare lună, care sunt apoi vândute de obicei prin DVD și Blu-ray. Evenimentul emblematic al promoției, Bătălia de la Los Angeles, are loc anual între august și septembrie. Turneul BOLA a atras de la începuturi numeroși luptători celebri, printre care Adam Cole, AJ Styles, Austin Aries, Brian Cage, Bryan Danielson, Candice LeRae, Chris Hero, Christopher Daniels, Claudio Castagnoli, Colt Cabana, Davey Richards, Drew Galloway/Drew McIntyre, El Generico/Sami Zayn, Frankie Kazarian, Johnny Gargano, Jeff Cobb, Keith Lee, Kenny Omega, Kevin Steen/Owens, Kyle O'Reilly, Low Ki, Pentagón Jr., Rey Fenix, Ricochet, Roderick Strong, Tommaso Ciampa , Tyler Black/Seth Rollins, Walter/Gunther, Will Ospreay, The Young Bucks și Zack Sabre Jr.

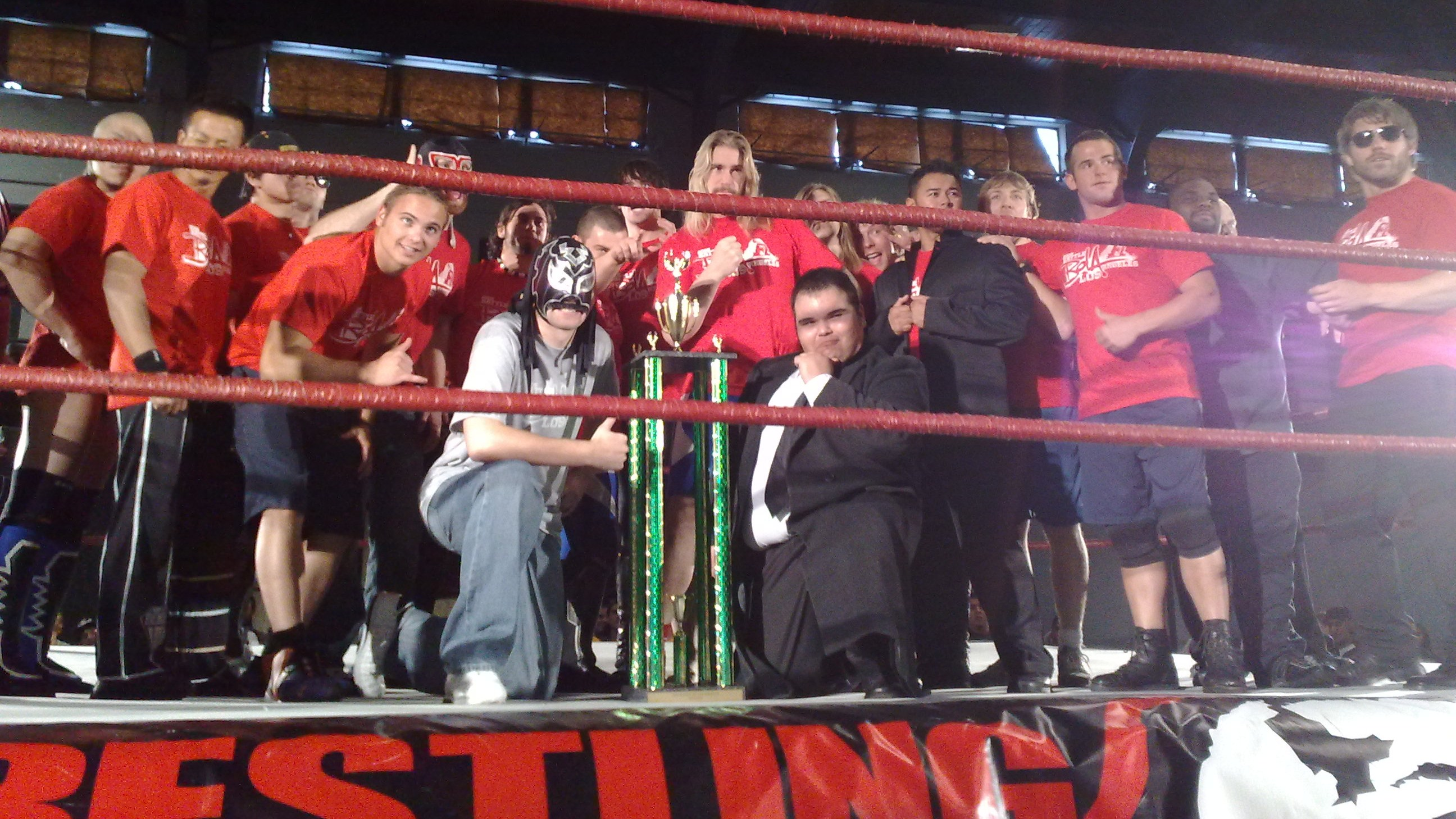
2008 BOLA participants

Coproprietarii Excalibur și Super Dragon sunt responsabili pentru toate detaliile din culise. Excalibur este un designer grafic și creează site-uri web și coperți DVD; Super Dragon a fost singurul care face rezervări din 2010, împreună cu editarea emisiunilor și compunerea previzualizărilor YouTube.

## Istorie

### 2003
În mai 2003, Pro Wrestling Guerrilla și-a anunțat primul spectacol care va avea loc pe 26 iulie. Promoția a lansat un comunicat de presă online în care anunța evenimentul principal al show-ului care va prezenta ceea ce ar fi fost primul meci care ar fi avut loc între A.J. Styles și Samoa Joe. PWG a anunțat mai multe meciuri în săptămânile premergătoare la evenimentul lor de debut, prezentând un amestec de luptători independenți cunoscuți și multe vedete locale din California de Sud. Din cauza accidentărilor și a conflictelor de rezervare, cardul a ajuns să fie schimbat de mai multe ori. Samoa Joe nu a putut concura în show-ul de debut al promoției din cauza unei accidentări pe care a suferit-o într-un meci cu Paul London la un eveniment Ring of Honor cu câteva săptămâni mai devreme. A ajuns să fie înlocuit de Frankie Kazarian.
În ciuda faptului că a rulat doar șase spectacole în primul său an, PWG a fost votată „Promoția anului” în 2003 SoCalUncensored.com Year End Awards. Pe lângă includerea luptătorilor locali în multe dintre poveștile lor, PWG a adus și multe talente din afara orașului care nu au fost rezervate la alte spectacole locale. În primul său an, PWG a adus luptători precum A.J. Styles, Christopher Daniels, Samoa Joe, CM Punk, Homicide, Chris Hero, Brian Kendrick și Colt Cabana.

### 2004–2006
În iulie 2004, PWG s-a mutat la Hollywood/Los Feliz Jewish Community Center din Los Angeles. Primul spectacol din noua clădire l-a văzut pe A.J. Styles îi înfruntă pe Rocky Romero, CM Punk împotriva Super Dragon, Samoa Joe și Ricky Reyes împotriva Bryan Danielson și Christopher Daniels, iar un învins părăsește orașul, meciul cușcă de oțel între Adam Pearce și Frankie Kazarian, unde Adam Pearce a sfârșit prin a pierde meciul și a părăsit PWG. . După acest eveniment, PWG avea să ruleze la Hollywood/Los Feliz JCC în următorii doi ani și a fost supranumit „The Sweatbox” de către fani din cauza căldurii pe care clădirea ar genera-o în timpul nopților calde. Popularitatea lui PWG a continuat să crească în zona Californiei de Sud și în întreaga lume datorită distribuirii propriilor DVD-uri pe site-ul lor web și prin intermediul diferitelor recenzii postate pe multe panouri de mesaje populare de lupte pe internet. Pe măsură ce PWG a continuat, numărul lor normal de prezență ar începe să crească de la 150-200 de fani pe spectacol, la 250-500 într-un interval de doi ani.
În aprilie 2005, PWG a susținut primele sale spectacole All Star Weekend în weekendul WrestleMania 21 și a atras cea mai mare mulțime de la acea vreme. PWG a rezervat mai multe vedete, cum ar fi A.J. Styles, Christopher Daniels, James Gibson, Chris Sabin, Jonny Storm, Kendo Kashin, Samoa Joe și multe alte vedete TNA și ROH pentru a participa la evenimentele de weekend. În septembrie 2005, PWG a organizat primul turneu anual Battle of Los Angeles, cu A.J. Styles, Christopher Daniels, James Gibson, Super Dragon, Kevin Steen, El Generico și câțiva alții. Chris Bosh ar ajunge să câștige turneul învingându-l pe A.J. Stiluri în finală.
În februarie 2006, PWG a susținut două spectacole în Europa. Primul eveniment a avut loc la Essen, Germania. Al doilea spectacol a avut loc în noaptea de după evenimentul Essen din Kent, Anglia. Ambele emisiuni au prezentat majoritatea listei obișnuite a PWG, împreună cu câțiva luptători europeni. În iulie 2006, PWG a anunțat că va părăsi JCC, deoarece sala de sport a fost transformată într-un centru de antrenament de gimnastică pentru copiii mici. Meciul final din clădire l-a văzut pe Joey Ryan apărând centura Mondial PWG împotriva lui B-Boy într-un meci cușcă de oțel. PWG va continua să candideze în Reseda, California, în următoarele câteva luni, la postul local al Legiunii Americane. În februarie 2007, PWG s-a mutat la Van Nuys Armory, care este situată la câteva minute de locul Reseda.

### 2007–2009
În martie 2007, Comisarul PWG Excalibur l-a deposedat pe Cape Fear (El Generico și Quicksilver) de Centurile Mondiale pe echipe, când Quicksilver nu a putut concura din cauza unei comoții cerebrale de clasa a doua pe care a suferit-o în timpul unui meci cu Davey Richards și Roderick Strong. . Un turneu intitulat Dynamite Duumvirate Tag Team Title Tournament, sau DDT4, a avut loc pe 19 și 20 mai la Burbank Armory pentru a încununa noi campioni pe echipe, Roderick Strong și PAC ieșind învingători împotriva Briscoe Brothers în finala turneului.
La 3 mai 2007, PWG a lansat o declarație prin intermediul PWG Message Board de pe site-ul oficial al PWG, anunțând că nu va mai lucra cu Total Nonstop Action Wrestling (TNA), după ce TNA le-a prezentat un contract care ar împiedica luptătorii TNA contractați să apară pe DVD-urile vândute, inclusiv partenerul de lungă durată al PWG, Highspots.com. PWG a declarat că, după ce a analizat mai multe soluții, inclusiv încheierea contractului lor cu Highspots, lansarea DVD-ului lor doar prin intermediul site-ului lor web și eliminarea tuturor meciurilor cu luptători TNA din lansările lor de acasă, au luat decizia de a-și pune capăt relației cu TNA și, prin urmare, nu au mai putut rezerva luptători TNA. Acest lucru a dus la pierderea lui Frankie Kazarian, primul deținător al Centuri Mondiale PWG, The Motor City Machine Guns a lui Alex Shelley și Chris Sabin, care erau deja rezervați pentru a concura în turneul pentru Centurile Mondiale PWG pe echipe vacanta și i-au mai pierdut pe Samoa Joe, A.J. Styles, Low Ki și Christopher Daniels, toți care fuseseră rezervați pentru a apărea în show-urile viitoare.
PWG și-a sărbătorit a patra aniversare cu un spectacol pe 29 iulie 2007 la Burbank Armory din Burbank. Evenimentul a fost programat să aibă The Briscoes Brothers pe card, dar echipa nu a apărut la eveniment, ceea ce a determinat schimbarea cardului. Spectacolul a ajuns să-l vadă pe Bryan Danielson învingându-l pe Necro Butcher într-o luptă pe stradă, Kevin Steen și El Generico învingându-l pe Roderick Strong și PAC pentru Centurile Mondiale PWG pe echipe, iar Bryan Danielson învingându-l pe El Generico pentru a deveni noul campion mondial PWG după ce a lansat o provocare lui care a ajuns să ducă la un meci improvizat pentru a închide spectacolul. Spectacolul a atras 500 de fani, ceea ce a egalat recordul pentru cea mai mare mulțime live care a asistat la un eveniment PWG. Spectacolul a făcut, de asemenea, istoria luptei din California de Sud, deoarece cinci meciuri de la eveniment au fost clasate în Top 5 al clasamentului lunar al SoCalUncensored.com, o realizare pe care nicio altă promovare nu a reușit să o obțină.
În februarie 2009, PWG a făcut câteva știri notabile despre lupte când WWE a lansat recent Colt Cabana (Scotty Goldman) a făcut o apariție surpriză la un spectacol PWG și s-a luptat pentru titlul mondial la doar 24 de ore după lansarea sa.
În septembrie 2009, Bryan Danielson a încheiat cea mai lungă domnie a titlului mondial PWG (la acea vreme) din istoria PWG, când l-a învins pe Chris Hero. După ce a câștigat, Danielson a pierdut titlul pentru a semna cu WWE. Un nou campion a fost încoronat la Bătălia de la Los Angeles din 2009, câștigată de Kenny Omega.

### 2010–2012
Pe 30 ianuarie 2010, PWG l-a organizat pe Kurt Russellreunion, ca parte a WrestleReunion, în fața celei mai mari mulțimi a lor vreodată și i-a prezentat pe Jushin Thunder Liger, The Great Muta, Super Crazy și Rob Van Dam în prima sa apariție la lupte independente din SUA plus echipa  Paul London și Brian Kendrick toți în acțiune.
Pe 27 februarie 2010, la As the Worm Turns, Kenny Omega a pierdut Centura Mondiala PWG în fața lui Davey Richards. Tot la eveniment, The Young Bucks au făcut istorie prin egalarea lui Richards și fostul partener Super Dragon pentru majoritatea apărări titlului PWG World Tag Team Championship, cu doisprezece aparari.
Pe 10 aprilie 2010 la Titannica, Young Bucks i-au învins pe Briscoe Brothers pentru a stabili oficial recordul pentru cele mai de succes apărări ale titlului cu treisprezece. Domnia lor de record s-a încheiat pe 9 mai 2010, când ¡Peligro Abejas! (El Generico și Paul London, (traducere literală: Danger Bees!)) i-au învins pentru a deveni noii campioni. 
Pe 30 iulie 2010, la spectacolul de aniversare a șaptea a PWG, unul dintre fondatorii companiei, Scott Lost, a luptat cu Scorpio Sky. 
Pe 13 septembrie 2010, Davey Richards a părăsit titlul după ce a decis că nu va putea să-l apere din cauza angajamentelor față de Ring of Honor și Japonia. Claudio Castagnoli a câștigat titlul vacant pe 9 octombrie 2010, învingându-i pe Chris Hero, Joey Ryan și Brandon Gatson într-un meci în patru. 
Pe 29 ianuarie 2011, PWG a susținut un alt spectacol în timpul weekendului WrestleReunion 5, care a inclus o „bătălie regală a Legendelor” Jake Roberts înfruntându-se cj Sinn Bodhi în ceea ce a fost declarat drept meciul de retragere al lui Roberts. Pe 23 iulie, PWG a susținut spectacolul pentru cea de-a opta aniversare, în timpul căruia Kevin Steen l-a învins pe Claudio Castagnoli într-un meci improvizat pentru a câștiga pentru a doua oară Centura Mondiala PWG. Pe 22 octombrie 2011, unul dintre fondatorii PWG, Super Dragon, și-a făcut prima apariție din mai 2008, salvându-l pe Kevin Steen de la The Young Bucks, care tocmai îi costase Centura Mondial PWG într-un meci ladder cu El Generico. Pe 10 decembrie, Steen și Dragon, luptându-și meciul retur, i-au învins pe The Young Bucks pentru Centurile Mondiale PWG pe echipe, începând a șasea domnie a lui Dragon, care a doborât recordul cu titlul. Tot la eveniment, veteranul japonez Dick Togo a luptat în ultimul său meci în Statele Unite, pierzând în fața El Generico. Pe 1 decembrie 2012, Joey Ryan, după ce a semnat recent un contract cu TNA, și-a luptat meciul de rămas bun PWG, unde a fost învins de Scorpio Sky. Cu toate acestea, Ryan a rămas proprietar parțial al PWG și, în cele din urmă, a revenit la promoție în august 2013, după concedierea sa de la TNA.

### 2013–prezent
Pe 12 ianuarie 2013, un alt luptător de lungă durată PWG, El Generico, și-a făcut ultima apariție pentru promovare, după ce a convenit recent la o înțelegere cu WWE. În 2013, au debutat mai mulți luptători independenți talentați pentru promovare, cu oameni ca Johnny Gargano, Jay Lethal, Samuray del Sol, Trent?, A. C. H., Anthony Nese și Tommaso Ciampa, toți debutând între All Star Weekend din martie și Battle of Los Angeles în August. În 2013, câțiva luptători au plecat de la PWG pentru NXT, teritoriul de dezvoltare al WWE. În iunie, Sami Callihan și Samuray del Sol, dintre care niciunul nu a petrecut mult timp în PWG, și-au luptat ultimele meciuri pentru promotie, în timp ce în decembrie, doi luptători de multă vreme PWG, Davey Richards și Eddie Edwards, și-au făcut aparițiile finale pentru promovare. Tot în decembrie, Chris Hero, care fusese recent eliberat de la WWE, s-a întors la PWG. 
În august 2014, Kevin Steen, care lucrase regulat pentru PWG din 2005, a părăsit promovarea pentru WWE. Într-un interviu pe site-ul oficial al WWE, Steen a creditat PWG pentru că l-a semnat, menționând cum a fost invitat la o probă după ce William Regal a văzut unul dintre meciurile sale PWG. 
În decembrie 2015, PWG și ROH au anunțat o relație de lucru, care le-ar permite luptătorilor contractați ROH să continue să lucreze pentru PWG. Luptătorii contractați ROH (și foști campioni mondiali PWG) Adam Cole și Kyle O'Reilly și-au făcut primele apariții în PWG din decembrie 2014 la All Star Weekend 11 în decembrie 2015.
În februarie 2018, o pretinsă eroare PayPal i-a determinat pe fani să comande mai multe bilete decât alocate inițial pentru spectacolul „Timpul este un cerc plat”. Acest lucru a însemnat că PWG a trebuit să ruleze spectacolul în afara casei lor obișnuite din Reseda, CA, pentru prima dată în peste șase ani. Spectacolul a avut loc la Globe Theatre din Los Angeles, CA.
În martie 2018, PWG a anunțat că părăsesc Reseda, CA. Deși oficialii PWG au încercat să rezerve date ulterioare la American Legion Hall, locația a fost vândută și nu li sa permis să rezerve date acolo după 1 iunie. Pe 25 mai 2018, PWG a găzduit ultimul lor eveniment în Reseda intitulat „Bask in his Glory. " (Acesta a fost și evenimentul de rămas bun al fostului campion mondial PWG Keith Lee). Primul lor eveniment din 2019 a fost Hand of Doom, unde Jeff Cobb și-a apărat titlul împotriva lui Trevor Lee. Următorul lor eveniment s-a numit Two Hundred, care a văzut debutul Aussie Open, Latin American Exchange și Jonathan Gresham.
PWG a intrat într-o pauză în timpul pandemiei de COVID-19 și nu a organizat niciun eveniment pe tot parcursul anului 2020. Primul spectacol al PWG în aproape doi ani a fost Mystery Vortex 7 în 2021. Bătălia din Los Angeles din 2023 a văzut debutul surpriză PWG al starului All Elite Wrestling. Chris Jericho, de opt ori campion mondial, care a deținut Centurile Mondiale  AEW, ROH, WCW, WWE Undisputed și WWE.
În timpul meciului lor principal de la WrestleMania 39 Night One, Kevin Owens și Sami Zayn purtau ambii echipamente inelare care prezentau sigla PWG, marcând prima dată când logo-ul promoției a apărut în programarea WWE. În timpul conferinței de presă de după spectacol, Owens și Zayn au mulțumit atât Super Dragon, cât și întregului PWG pentru că i-au ajutat în cariera lor.

## Turnee

### Currente
| Nume                  | Prima Editie | Ultima Editie |
| --------------------- | ------------ | ------------- |
| Anniversary Event     | 2006         | 2023          |
| Battle of Los Angeles | 2005         | 2023          |
| Mystery Vortex        | 2012         | 2023          |

### Dizolvate
| Nume                                          | Prima Editie | Ultima Editie |
| --------------------------------------------- | ------------ | ------------- |
| All Star Weekend                              | 2005         | 2018          |
| Dynamite Duumvirate Tag Team Title Tournament | 2007         | 2015          |
| WrestleReunion                                | 2010         | 2012          |

## Campioni
| Championship                    | Current champion(s) | Current champion(s)                           | Reign    | Date won           | Days held | Location                | Notes                                                                                     |
| ------------------------------- | ------------------- | --------------------------------------------- | -------- | ------------------ | --------- | ----------------------- | ----------------------------------------------------------------------------------------- |
| PWG World Championship          |                     | Daniel Garcia                                 | 1        | May 1, 2022        | 599+      | Los Angeles, California | L-a învins pe Bandido la Delivering the Goods.                                            |
| PWG World Tag Team Championship |                     | House of Black (Malakai Black and Brody King) | 1 (1, 1) | September 26, 2021 | 816+      | Los Angeles, California | A învins Black Taurus și Demonic Flamita la PWG Threemendous VI pentru titlurile vacante. |